# 塩の行進

行進中のガンディー

塩の行進（しおのこうしん、Salt March / Dandi Satyagraha）とは、1930年にマハトマ・ガンディー並びに彼の支持者がイギリス植民地政府による塩の専売に反対し、製塩の為にグジャラート州アフマダーバードから同州南部ダーンディー海岸までの約386kmを行進した抗議行動のことである。この行進は3月12日から4月6日まで続き、インドのイギリスからの独立運動における重要な転換点となった。

## 背景
1929年12月31日夜、インド国民会議はラーホールのラーヴィー川の土手で独立の旗を掲揚した。ガンディーや、ジャワハルラール・ネルーが率いるインド国民会議は1930年1月26日に完全に独立する（プールナ・スワラージ（インド完全独立））ことを決議した。国民会議はAICCにおいて市民的不服従を勧める責任があると発表した。この運動はまたヒンドゥー教徒とイスラム教徒を一つにまとめるために、宗教的な色彩を排除することが必要だった。
ガンディーは非暴力市民的不服従運動があらゆる一連の抗議の基礎であると確信していた。彼の基本的な考え方の一つであるサッティヤーグラハはただの「受身の抵抗」以上のものを意味していた。サッティヤーグラハはサンスクリットの言葉、アーグラハ（Agraha：説得）とサッティヤ（Satya：真実）を統合したものであった。ガンディーにとって、サッティヤーグラハを推進することが非暴力運動の強さの元になるということが重要であった。ガンディーの言葉の中に、以下のようなものがある。
2月初旬、ガンディーの関心はイギリスの塩の専売制度に向けられた。塩の専売制度は英国植民地支配を支える収入源だった。ガンディーは塩の専売制度を、非暴力による政治抗議の中心点とした。インドにおけるイギリスの塩の専売制度が意味するところはイギリス政府以外で塩を作ったり売ったりする者は法によって裁かれ、刑に処されるものであった。塩は海岸地域で簡単に労働者によって作られるものであるにもかかわらず、労働者は金を支払わざるを得ないものだった。ガンディーの選択は地域、階層、宗教、人種的な境界を越えて訴えるという重要な基準に適った。誰もが塩を必要としイギリスの塩への専売は全インド中に衝撃を与えた。どの小作人もどの貴族階級も日常生活において塩がどれだけ重要か認識していたので、インド人に対し不公平なものである塩の専売制度に対する抗議は巧妙な選択だった。また塩の専売制度に対する抗議は良い選択だった。というのも同時に塩の専売制度に対する抗議が大衆を動かすのに十分な力を発揮しているという意味で、国民会議中道派を疎外することはなかったからである。2月5日の新聞は、ガンディーが塩税に抗議するために市民的不服従運動を始めようとしていることを報じた。

## 塩の行進
法を破ることなく塩の専売制度を改めるよう努力するために1930年3月2日、ガンディーはインド総督のアーウィン卿に完全独立を要求せず11項目の要求を提出し以下の手紙を書いた。

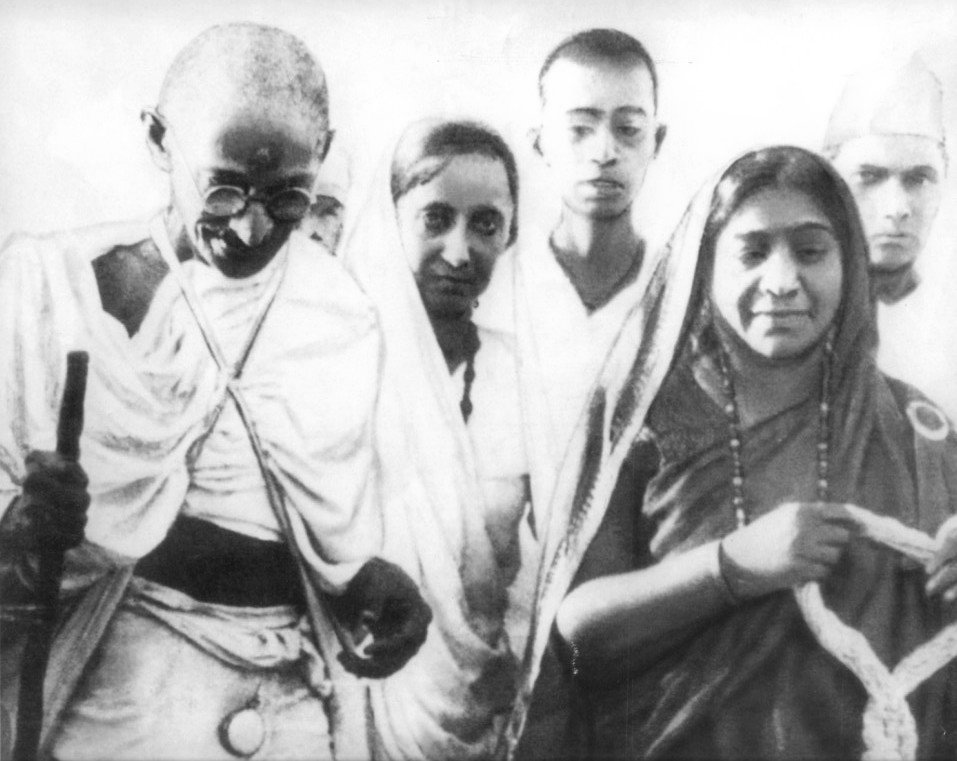
マハトマ・ガンディーとサロージニー・ナーイドゥー

アーウィン卿はこの手紙に答えなかった。そこで1930年3月12日、ガンディーと約78人のサッティヤーグラハの支持者は徒歩でグジャラート州のダンディー海岸の村に向けて出発した。サーバルマティー川にあるスタート地点から240マイル（約380km）離れたところであった。23日の経過の間に4つの県と48の村を通り、路上では人々の支援を受けた。行進の間、数千のサッティヤーグラハの人々や女流詩人のサロージニー・ナーイドゥーがガンディーに加わった。
4月5日、海岸に到着するとAssociated Press社のリポーターのインタビューにガンディーは以下のように応じた。

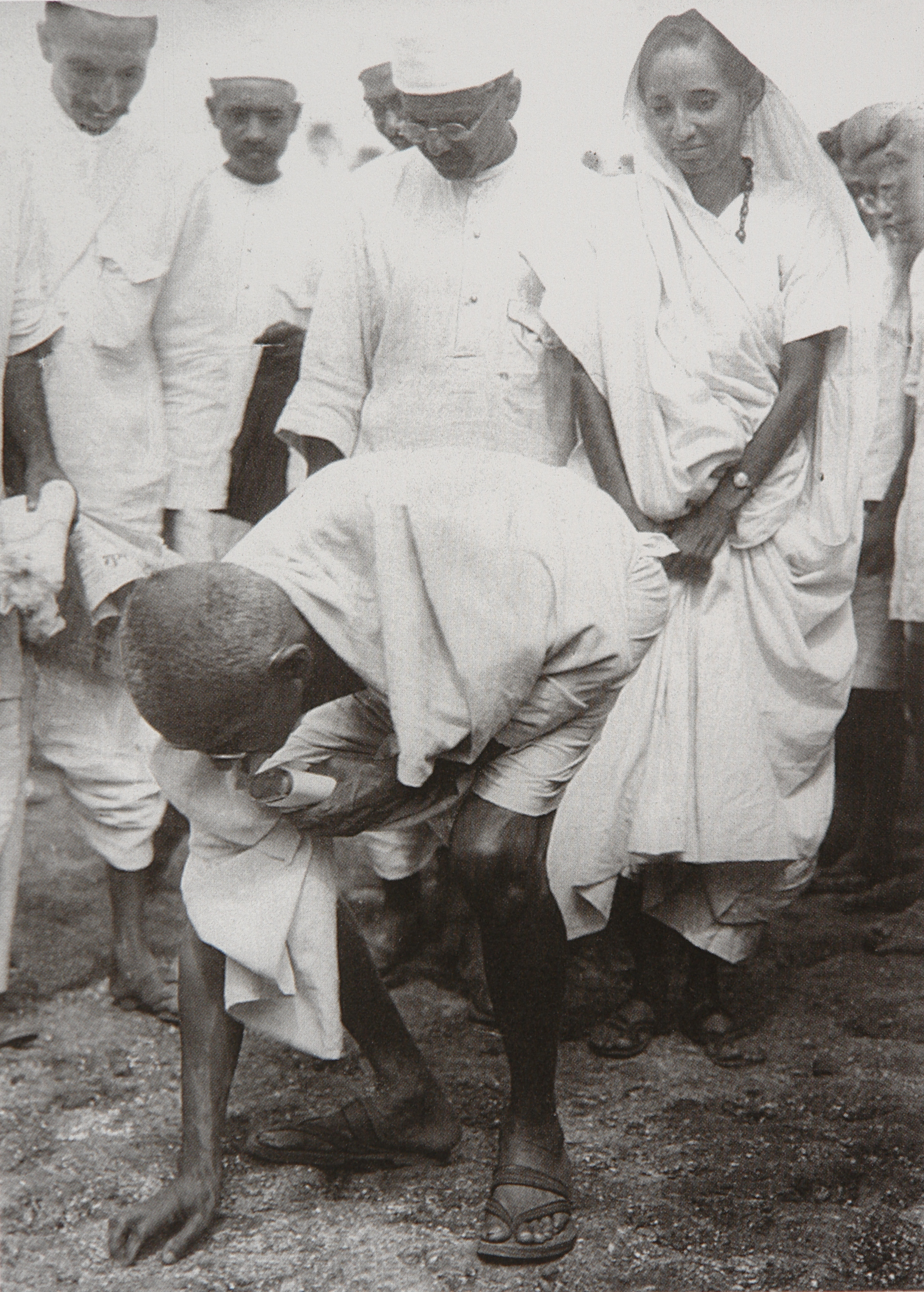
1930年4月5日、泥と塩の塊を持ち上げるマハトマ・ガンディー

翌日の朝、ガンディーは泥と塩の塊を掲げ「これ（訳者注：泥と塩の塊）で、私は大英帝国の土台を揺るがしたのだ」と言った。その後、ガンディーはインド人が合法的に生産できない塩を作るためにそれを煮始めた。ガンディーは数千の支持者に海岸のどこでも便利で落ち着ける所で塩を作り始めようと訴えた。

## 余波
塩の行進は全インド中に同様の非暴力不服従運動を及ぼした。塩の専売制度を巡る非暴力の「戦い」は4月13日まで続いた。同時に英国製の服や商品の不買運動がおきた。インドの海岸のいたるところで塩が「非合法的に」販売された。ガンディーが作った最初の塩は1600ルピー（当時の750ドルに相当）で売られた。塩の行進の反応の中で英国政府は4月末までに6000人以上の人々を投獄した。
ペシャーワルではサッティヤーグラハはガンディーの弟子でイスラム教徒のパシュトゥーン人、カーン・アブドゥル・ガッファール・カーンによって繰り広げられた。彼はクダーイー・キドマトガルと呼ばれる非暴力運動家の兵士を訓練した。1930年4月23日、カーンは逮捕された。クダーイー・キドマトガルの群衆がペシャーワルの市場に集まった。英国政府は武装していない彼等や他の群衆に発砲した複数の記事によると、群衆は非暴力の運動に教化され行動していた。前列の人々が倒れたらば後列の人々が前進し銃火に晒された。この衝突は朝11時から夕方5時まで続いた。
1930年5月4日の夜、ガンディーがダンディー海岸の近くの村のマンゴーの木の下にある簡易ベッドの上で眠っていた夜半過ぎにスーラトの警察判事（the District Magistrate）が2人のインド人と30人の重装備した警官を同伴し彼を法違反で逮捕した。
塩の行進は植民地国家の地着民衆が動いたことで植民地政策を行っている国家の関心事となった。ガンディーは刑務所から釈放された後もインドの独立へ向けて働き続け1947年、インドは独立した。ガンディーはインド独立の一つの転換点となった要素は否めない。だが彼についての経済的な評価は揺れている。

## 2005年における行進
75周年の記念日に塩の行進を記念して、マハトマ･ガンディー財団は塩の行進を再現しようと提案した。そのイベントは「平和、正義と自由の為の国際的行進("International Walk for Peace, Justice and Freedom")」として知られる。マハトマ・ガンディーの曾孫のトゥシャール・ガンディーと数百の人々はダーンディー海岸まで同じルートでほぼ同じ時間掛けて歩こうとした。2005年3月12日のアフマダーバードでの出発の日、ソニア・ガンディーやNAC議長、インドの内閣のほぼ半分が出席し彼等の多くは最初の数キロを歩いた。4月5日夜に参加者はダンディー海岸に到着し7日、記念は終わった。